# Lorne Greene
Lorne Greene, egentligen Lyon Himan "Chaim" Green, född 12 februari 1915 i Ottawa, Ontario, död 11 september 1987 i Santa Monica, Kalifornien, var en kanadensisk skådespelare, nyhetsuppläsare och musiker.

## Biografi
Greene föddes i Ottawa av rysk-judiska immigranter och började spela teater redan under collegetiden vid Queen's University i Kingston, Ontario. Efter examen kom han till radion och blev snart en av Kanadas populäraste nyhetsuppläsare på radio för Canadian Broadcasting Corporation. Likt många samtida kanadensiska skådespelare flyttade han 1953 till USA för att söka lyckan och började där medverka flera i tv-serier.
Lorne Greene är förmodligen mest känd för sin genombrottsroll, som pappa Ben Cartwright i tv-serien Bröderna Cartwright i vilken han medverkade från 1959 till 1973. Han medverkade även i filmen Jordbävningen (1974) och tv-serier som Rötter (1977) och Stridsplanet Galactica (1978).
I december 1964 låg Greene etta på Billboard Hot 100 med låten "Ringo", löst baserad på revolvermannen Johnny Ringos öde. 1969 utnämndes Greene till mellangraden officer i Kanadaorden.

## Filmografi i urval
- Silverbägaren (1954)
- Alfred Hitchcock presenterar (1956)
- När skymningen faller (1956)
- Lek i mörker (1957)
- Kärlekens melodi (1958)
- Bröderna Cartwright (1959–1973)
- Griff (1973–1974)
- Jordbävningen (1974)
- Rötter (1977)
- Gänget och jag (1977)
- Stridsplanet Galactica (1978)
- Kärlek ombord (1979–1982)
- Highway to Heaven (1985)
- The Alamo: Thirteen Days to Glory (1987)